# فويتشخ كوالسكي
فويتشخ كوالسكي (بالبولندية: Wojciech Kowalski)‏ هو لاعب كرة مضرب بولندي، ولد في 10 أكتوبر 1967 في Inowrocław ‏ في بولندا.

## وصلات خارجية
- فويتشخ كوالسكي على موقع رابطة محترفي التنس (الإنجليزية)
- فويتشخ كوالسكي على موقع الاتحاد الدولي لكرة المضرب (الإنجليزية)
- فويتشخ كوالسكي على موقع خلاصة التنس.كوم (الإنجليزية)
- فويتشخ كوالسكي على موقع أوليمبيديا (الإنجليزية)
- فويتشخ كوالسكي على موقع اللجنة الأولمبية البولندية (مؤرشف) (البولندية)